# 6559 Nomura
6559 Nomura este un asteroid din centura principală de asteroizi.

## Descriere
6559 Nomura este un asteroid din centura principală de asteroizi. A fost descoperit pe 3 mai 1991 la Minami-Oda de Sugano, M., Kawanishi, K.. El prezintă o orbită caracterizată de o semiaxă mare de 2,35 ua, o excentricitate de 0,24 și o înclinație de 9,7° în raport cu ecliptica.